# 于非闇

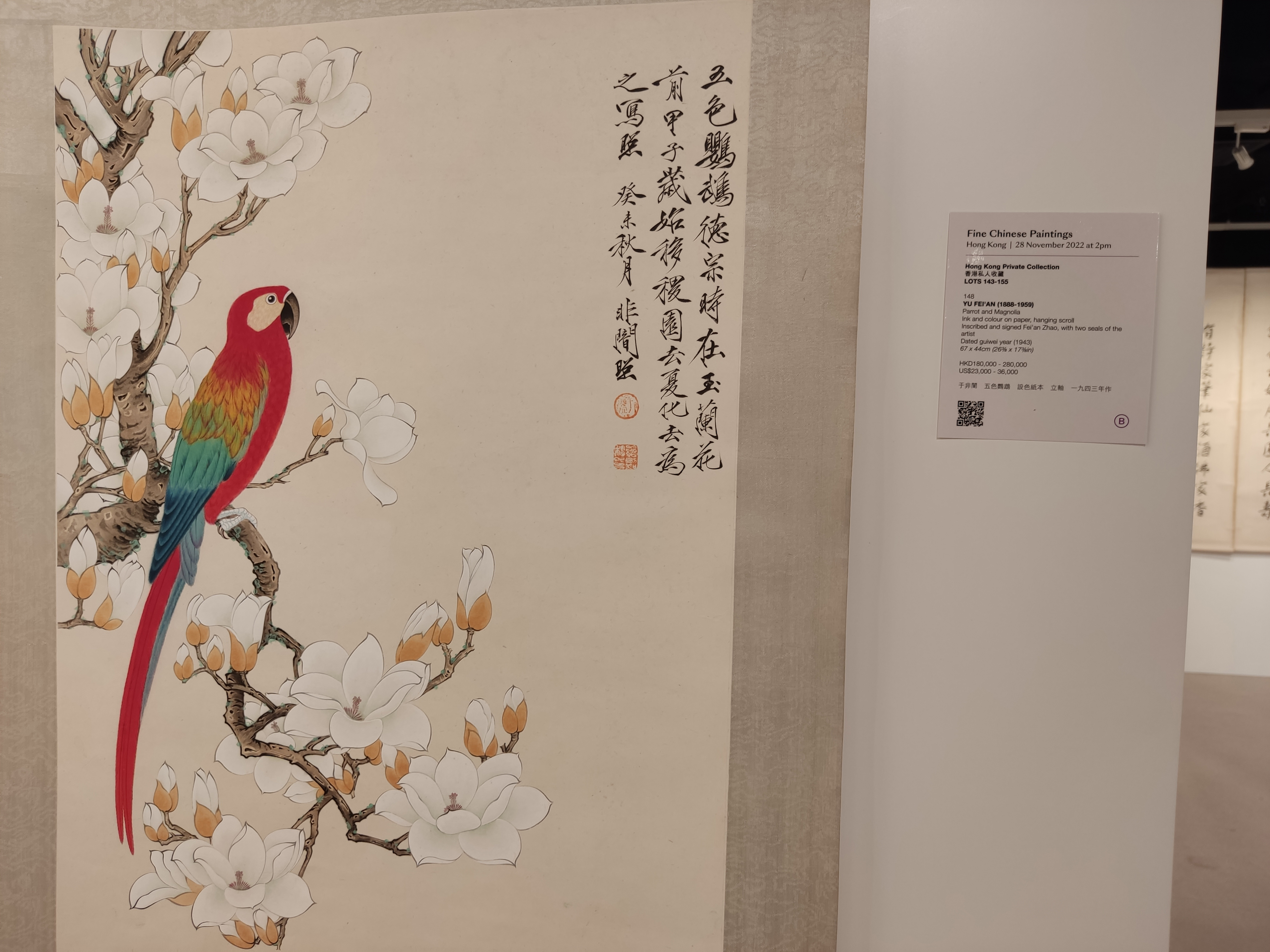

非（1889年4月21日—1959年7月3日），满族，初名魁照，后改名照，字仰枢，别署非闇，又号非厂、老非、闲人。祖籍山东蓬莱，生於北京，清末贡生，是中华民国和中华人民共和国工笔花鸟画家、书法家，北京市一、二、三届人大代表。

## 生平
光绪十五年三月二十二日（1889年4月21日），生于北京西郊，初名魁照，取“魁星高照”之意。祖籍山东蓬莱。家族已定居北京四代。曾祖、祖父均为举人。父亲为内务府正白旗汉军旗人。母亲爱新觉罗氏，属正黄旗。
自幼随祖父、父亲读书习字。光绪二十二至三十年（1896年至1904年），即7岁至16岁，在家中及私塾读书。15岁考中秀才，1904年考入公立第二小学高等班。1908年进入满蒙高等学堂学习。1912年进入北京师范学校学习。1913年任教于北京市第二小学，同时随一位王姓民间画师学画。后来在《北京晨报》艺圃美术周刊当记者。1930年代任古物陈列所国画研究馆导师，并任教于北京师范学校、京华美专、华北大学、北平艺专。1949年起，历任北京中国画研究会副会长、中央美术学院民族美术研究所研究员、北京市文联常务理事、北京中国画院副院长等职务。1959年7月3日，病逝，享年71岁。
于非闇自幼受到家庭和周边环境影响，喜爱书画、诗文，种植花草，钓鱼养鸟，直到40余岁时才将精力集中到工笔花鸟画上。从白描入手，先学的是赵子固、陈老莲的双勾花卉，随后上溯宋朝、五代，从赵佶瘦金体书法中悟笔致。1936年在中山公园第一次举办个人画展。他为院体画注入了新活力，通过对花鸟的观察写生，对民间绘画、缂丝、刺绣的借鉴，使其艺术不断获得新生命。1940年代后，风格更加成熟，有“南陈北于”（陈指陈之佛）之称。他对当代工笔花鸟画产生了重要影响。

## 著作
- 《中国画颜色的研究》
- 《都门豢鸽记》
- 《都门艺菊记》
- 《我怎样画工笔花鸟画》